# Bernard Diomède
Bernard Diomède (ur. 23 stycznia 1974 w Saint-Doulchard) – piłkarz francuski grający na pozycji skrzydłowego. Jego rodzice pochodzą z Gwadelupy.
Pierwszym klubem Diomède w karierze było AJ Auxerre, w którym zadebiutował w 1992 roku w Ligue 1. Następnie grał w takich klubach jak: Liverpool F.C., AC Ajaccio, US Créteil-Lusitanos i Clermont Foot, w barwach którego zakończył karierę w 2006 roku.
W 1998 roku Diomède rozegrał 8 meczów w reprezentacji Francji. Brał udział w Mistrzostwach Świata w 1998 i wywalczył mistrzostwo świata.